# Wawrzyniec Bojer
Wawrzyniec Bojer (ur. 1561 w Sztokholmie, zm. 13 lutego 1619 w Braniewie) – jezuita, nauczyciel w szkołach jezuickich I Rzeczypospolitej i poeta.

## Życiorys
Urodził się w 1561 roku w Sztokholmie. Był synem flamandzkiego architekta, malarza i rzeźbiarza Willema Boy de Malinas, który od około 1558 roku aż do swojej śmierci pozostawał na służbie króla Gustawa I Wazy oraz jego synów Eryka XIV i Jana III. Wawrzyniec, zanim w wieku 17 lat opuścił rodzinne miasto, uczęszczał przez pewien czas do królewskiego kolegium w Sztokholmie (Collegium Regium Stockholmense) – szkoły założonej przez Jana III.
Gdy w maju 1578 roku Sztokholm opuszczał legat papieski, jezuita Antonio Possevino, udając się do Rzymu przez Braniewo i Gdańsk, aby zdać relację papieżowi Grzegorzowi XIII ze swojej misji, postanowił zabrać ze sobą pięciu młodych, zdolnych szwedzkich katolików, celem umieszczenia ich w jednej z uczelni papieskich w Rzymie. Wśród nich był siedemnastoletni Wawrzyniec Bojer. Ten jednak, inaczej niż pozostała czwórka, nie dotarł do celu, ale odłączył się po drodze w Pradze, w prowadzonym przez jezuitów alumnacie papieskim przy jezuickim uniwersytecie Collegium Clementinum. W 1579 roku przeniósł się do alumnatu w Ołomuńcu. W tej uczelni kształcił się przez kolejnych przez sześć lat, zdobywając po czterech latach stopień bakałarza filozofii (21 lipca 1583), a po następnych dwóch (25 sierpnia 1585) – magistra filozofii. Następnie wyjechał na dalsze studia do prestiżowej wówczas Akademii Wileńskiej, która oferowała pełne wykształcenie filozoficzne i teologiczne. W 1587 roku wstąpił do Towarzystwa Jezusowego w Krakowie. Przez kolejne 2 lata odbywał tam nowicjat. W 1594 roku otrzymał w Wilnie święcenia kapłańskie. Następnie był profesorem retoryki, kontrowersji, poetyki i matematyki w Akademii Wileńskiej. W 1598 roku wyjechał na stałe do Dorpatu, do seminarium tłumaczy (Seminarium Interpretum) uczącego języków klasycznych oraz nowożytnych – szwedzkiego, niemieckiego, polskiego, włoskiego oraz podstaw estońskiego. W 1600 roku Dorpat zajęły wojska szwedzkie i placówka ta została zamknięta. Bojer został wówczas skierowany do misji północnej. Rozpoczął pracę, przerywaną licznymi wyjazdami, w kolegium jezuitów w Braniewie. Był tam wykładowcą kontrowersji teologicznych. Wykładał ten przedmiot w ramach dwuletniego kursu, wraz z Pismem św. i teologią moralną, w celu przygotowania mniej zdolnych studentów do pracy duszpasterskiej. Wygłaszał również egzorty, czyli mowy wzywające do religijnego postępowania członków założonej w 1571 roku przy braniewskim kolegium sodalicji mariańskiej.
W 1613 roku wyjechał do Wilna, gdzie był socjuszem magistra nowicjatu, czyli osobą odpowiedzialną za dyscyplinę i koordynację zajęć nowicjuszy. Od 1614 roku pozostawał również prefektem alumnatu papieskiego. W latach 1615–1616 był profesorem retoryki w kolegium w Nieświeżu, w 1617 roku – ojcem duchownym w Wilnie. Przez ostatni rok swego życia (od 1618) pełnił funkcję prefekta gimnazjum w Braniewie. Tam zmarł 13 lutego 1619 roku.

## Twórczość
Bojer był autorem utworów poetyckich. W 1604 roku pod pseudonimem „Emilian Engsler” opublikował utwór w języku łacińskim pt. Pompa Casimirana, który propagował kult św. Kazimierza – patrona Litwy. Z kolei pod mianem „Krzysztof Zawisza” wydał tekst Carolomachia, w którym krytykował politykę króla szwedzkiego Karola IX Wazę i opiewał zwycięstwo katolików nad Szwedami pod Kircholmem. Prócz utworów i pism pisanych po łacinie jeden utwór opublikował również w języku estońskim.